# Verdrag van Ostrovo

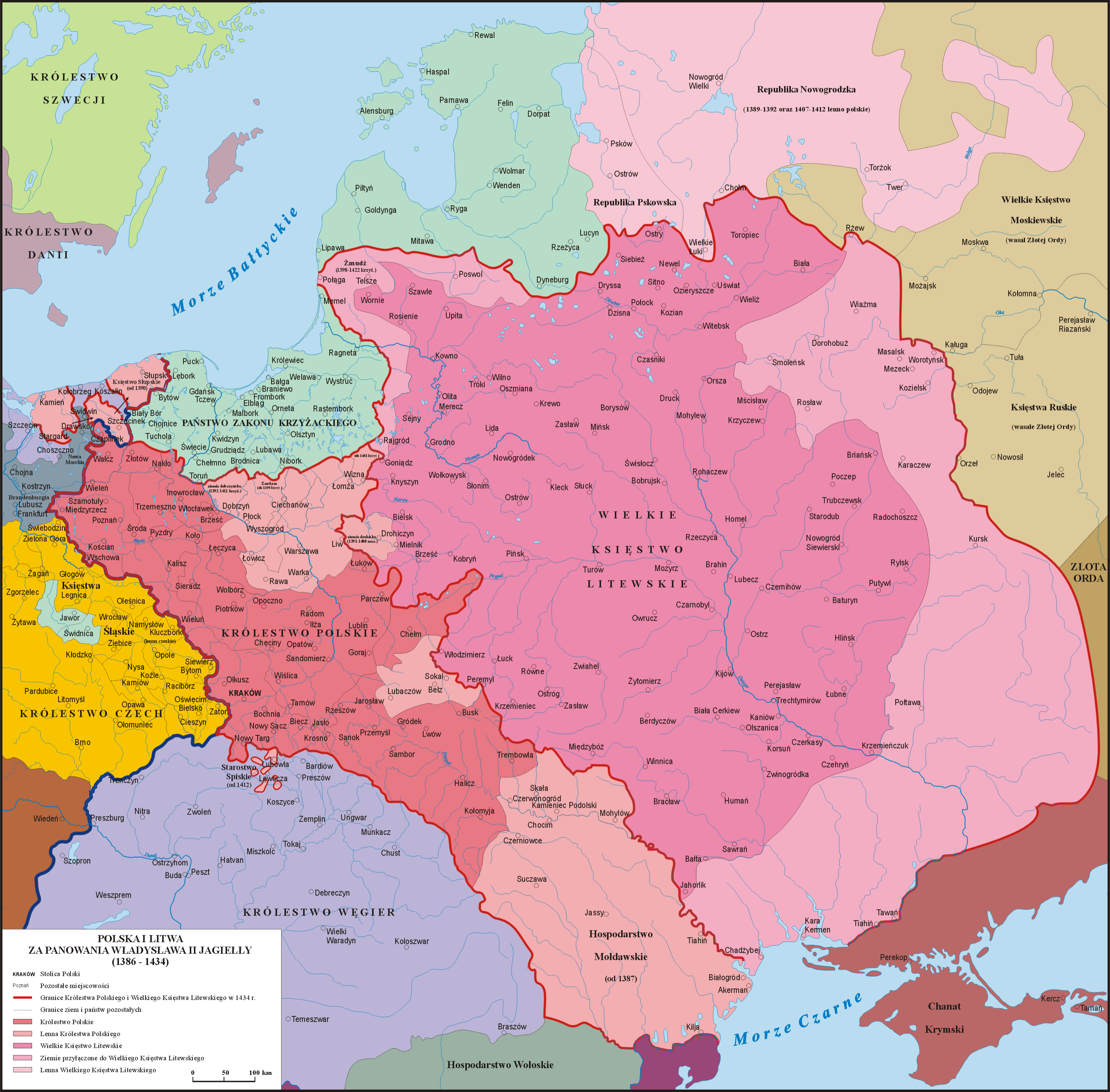
Koninkrijk Polen en grootvorstendom Litouwen in 1386-1434

Het verdrag van Ostrovo, ook bekend als overeenkomst van Ostrovo, was een overeenkomst tussen koning Wladislaus Jagiello van Polen en vorst Vytautas van Grodno en Trakai, ondertekend in 1392 op het landgoed Ostrovo nabij Lida. Volgens de overeenkomst ontving Vytautas de landen van het vorstendom Trakai voor gebruik en werd hij grootvorst van Litouwen, Rusland en Samogitië, maar erkende zich als vazal van Jagiello. Het verdrag betekende het einde van de Litouwse Burgeroorlog.

## Voorgeschiedenis
Aan het einde van de jaren 1380 brak er een openlijk conflict uit tussen de vorsten Vytautas van Grodno en Skirgaila, de broer van Jagiello en diens gouverneur. Skirgaila was eigenaar van Trakai, het patrimonium van Kęstutis en Vytautas, dat Jagiello beloofde na de eerste oorlog aan de eigenaar terug te geven. 
Veel Litouwers waren ontevreden over de groeiende Poolse invloed in hun land. Onder de voorwaarden van de overdracht van Samogitië aan de Duitse Orde riep Vytautas de steun van de Orde in. Hun troepen voerden een aantal militaire campagnes in Litouwen, waarvan de grootste begin 1390 plaatsvond, toen Vytautas Vilnius bijna vijf weken lang belegerde. De Duitsers slaagden erin het kasteel op de Heuvel van de Kruisen in Vilnius en bijna alle gebouwen buiten de stadsmuur te vernietigen, maar slaagden er niet in de stad in te nemen. Het werd al snel duidelijk dat geen van beide partijen een beslissend voordeel had, en voortdurende militaire campagnes verwoestten alleen maar het Litouwse land. Ondertussen begon de Poolse adel haar ontevredenheid te uiten over het feit dat koning Jagiello te veel aandacht besteedde aan Litouwse aangelegenheden, en dat de voorwaarden van de Unie van Krevo - de volledige bekering van Litouwen tot het rooms-katholieke geloof - nog niet vervuld was. In deze situatie besloot Jagiello tot onderhandelingen met Vytautas.

## Onderhandelingen
In het voorjaar van 1392 stuurde Jagiello zijn vertegenwoordiger, bisschop Henryk van Mazovië, van Płock naar Vytautas om de vredesvoorwaarden te bespreken. Jogaila bood aan de titel van groothertog (dux magnus) van Litouwen aan Vytautas af te staan als hij hem erkende als de opperste heerser (princeps supremus) van Litouwen. Vytautas accepteerde het aanbod van Jagiello niet onmiddellijk, blijkbaar vanwege het feit dat veel van zijn familieleden en medewerkers in de Orde gegijzeld werden. Nadat in het geheim een overeenkomst was bereikt, nodigde Vytautas de Duitse Orde uit voor een feest in zijn woonplaats het kasteel Ritterswerder, gelegen op een eiland in de Memel. De meeste nietsvermoedende gasten van Vytautas werden gevangengenomen, waarna de Litouwse vorst het kasteel verbrandde, evenals Mettenburg, Neugarten (bij Grodno) en andere tijdens de veldtocht tegen Vilnius door de ridders gebouwde houten kastelen. Tijdens deze campagne werd Vytautas' broer Sigismund gevangengenomen door de Orde, enaan het hof van de grootmeester gehouden tot de ondertekening van het Verdrag van Salynas in 1398.

## Ondertekening van de overeenkomst
Op 4 juli 1392 vond een ontmoeting plaats tussen Jagiello en Vytautas op het landgoed Ostrovo nabij Lida. Daar begonnen officiële onderhandelingen, die resulteerden in een overeenkomst die formeel een einde maakte aan de oorlog. Vytautas werd erkend als de grootvorst van Litouwen en zijn erfgoed, het vorstendom Trakai, werd aan hem teruggegeven. Skirgaila nam bezit van het vorstendom Kiev, waar hij vijf jaar later stierf. Vytautas erkende Jagiello, die nu de titel grootvorst van Litouwen droeg, formeel als zijn opperheer. Vytautas beloofde ook dat na zijn dood de landen van het grootvorstendom eigendom zouden worden van de koning van Polen.

## Betekenis
De Ostrovo-overeenkomst werd bekrachtigd in een aantal verdragen gesloten tussen Polen en Litouwen, evenals een aantal documenten ondertekend door Vytautas' vrouw Anna en Jogaila's vrouw Jadwiga. Het verdrag droeg bij tot de versterking van de gecentraliseerde macht in het grootvorstendom Litouwen. Vytautas bleek alleen formeel afhankelijk te zijn van Jagiello. Bovendien was Jagiello volgens sommige onderzoekers zelf afhankelijk van Vytautas, een bekwamer en populairder heerser. Al snel verwijderde Vytautas enkele van de broers van Jogaila (zijn neven) uit hun regering: Skirgaila verloor Trakai en Vilnius (in ruil daarvoor kreeg hij later een zetel in Kiev), Švitrigaila werd verdreven uit Vitebsk, Kaributas uit Novgorod-Severski, Vladimir uit Kiev. Ook andere Gediminiden-vorsten verloren hun bezittingen: vorst Fjodor Koriatovitsj van Podolië en Fjodor Ljoebartovitsj van Wolynië.
De overeenkomst markeerde het einde van de bijna een halve eeuw durende Galicisch-Wolynische Successieoorlog, waarin van 1340 tot 1392 het koninkrijk Polen en het grootvorstendom Litouwen met elkaar vochten over hun aanspraken op de Galicische troon, en vervolgens, na de Unie van Krevo in 1385, gezamenlijk tegen de Wolynische vorst Fjodor Ljoebartovitsj. In 1387 nam Jagiello Loetsk over van Fjodor, en in 1390 Vladimir-Wolynski. Volgens de voorwaarden van het Ostrovo-verdrag gingen Galicië met Chełm en Belz naar het koninkrijk Polen, en Wolynië met Loetsk en Vladimir-Wolynski naar het grootvorstendom Litouwen. Het vorstendom Galicië-Wolynië hield op te bestaan.
De overeenkomst maakte geen einde aan de aanspraken van de Duitse Orde op Samogitië, dat voor het grootste deel nog steeds heidens bleef en, in de omstandigheden van voortdurende strijd tussen het grootvorstendom Litouwen en de kruisvaarders, tot op zekere hoogte onafhankelijk was. Het zes jaar later gesloten Verdrag van Salynas, volgens welke Vytautas West-Samogitië aan de Orde afstond, resulteerde in het gedwongen opleggen van het rooms-katholicisme aan de Samogitiërs. Het territoriale geschil over Samogitië duurde tot het sluiten van de Vrede van Melno in 1422.

## Latere gebeurtenissen
In 1398 riepen Litouwse en Russische vorsten en bojaren tijdens een bijeenkomst van de adel Vytautas uit tot onafhankelijke heerser van de staat. De nederlaag in de Slag bij de Vorskla op kan Qutlugh van de Gouden Horde in 1399, waarbij Vytautas bijna verdronk en het grootste deel van zijn leger verloor, verzwakte echter zijn positie. Bovendien begonnen er opstanden in het vorstendom Smolensk, evenals in de republieken Novgorod en Pskov. Onder deze omstandigheden werd Vytautas gedwongen de opperste macht van Jogaila te bevestigen en het Pact van Vilnius en Radom te sluiten.
Niettemin zette Vytautas zijn beleid tot versterking van de staat voort. Hij verving de plaatselijke vorsten door zijn gouverneurs, behaalde succes in het oosten: de grenzen van het grootvorstendom Litouwen bereikten de bovenloop van de Oka en Mozjajsk, hij veroverde Zuid-Podolië van de Gouden Horde en sloot allianties met de vorsten van Tver, Rjazan en Pronsk. Vytautas' schoonzoon Vasili I van Moskou liet hem in een in 1423 opgesteld testament achter als regent voor de minderjarige grootvorst van Moskou Vasili II.
De versterking van het gezag van Vytautas werd mogelijk gemaakt door de overwinning in de Slag bij Grunwald en de terugkeer van Samogitië onder de voorwaarden van de Vrede van Thorn in 1411. Het beleid van Vytautas werd op een congres in Loetsk in januari 1429 door de Europese heersers gewaardeerd. Keizer Sigismund nodigde Vytautas uit om de koningstitel te aanvaarden, waarmee deze instemde. De onderhandelingen vonden in het geheim plaats, aangezien de Poolse adel categorisch tegen de versterking van Vytautas positie was. Zelfs Jagiello stemde in met de kroning en verklaarde dat, aangezien Vytautas geen mannelijke erfgenamen had, na diens dood de kroon zou overgaan op een van Jagiello's zonen. Kort voor de kroning, op 27 oktober 1430, stierf Vytautas echter onverwachts in Trakai.